# Vennela Kishore
Vennela Kishor (Nascut Bokkala Kishore Kumar a Kamareddy, Nizamabad, Telangana, 19 de setembre de 1980) és un actor de Cinema Telugu. Se'l coneix com a "Vennela" arran del seu paper a la pel·lícula Vennela, el seu primer llargmetratge. Va rebre un Premi Nandi a millor comediant masculí per la seua actuació en Inkosaari.

## Biografia
Abans del seu debut com a actor, treballa als EUA realitzant tasques de qualitat de software. En 2008 abandona eixa tasca per a començar a actuar.
Comença a rebre l'apreció de la crítica arran del seu paper a la pel·lícula Dookudu. També ha tingut papers destacats a altres produccions com Bindass, Pilla Zamindar, Daruvu, Seema Tapakai i Doosukelta. Va tindre un curt període com a director, amb dos projectes (Vennela 1½, i Jaffa). Però després que cap de les dos pel·lícules no funcionara com s'esperava, va tornar a l'actuació.